# Longeville-lès-Metz
Longeville-lès-Metz település Franciaországban, Moselle megyében. Lakosainak száma 4017 fő (2022. január 1.). Longeville-lès-Metz Le Ban-Saint-Martin, Montigny-lès-Metz, Metz és Scy-Chazelles községekkel határos.

## Népesség
A település népességének változása:
| Lakosok száma | 4379 | 4078 | 4134 | 3834 | 3994 | 4069 | 4030 | 3955 | 3926 | 4017 |
|               | 1968 | 1982 | 1990 | 2006 | 2013 | 2015 | 2017 | 2019 | 2020 | 2022 |